# نحالا (حركة)
نحالا هي حركة استيطانية أسسها الحاخام اليهودي موشيه ليفينغر ودانييلا فايس عام 2005 .وهما من قادة منظمة غوش ايمونيم (كتلة الايمان)، تهدف الحركة الى استيطان ما تبقى من الأراضي الفلسطينية في الضفة الغربية وغزة من خلال الدعوة للاستيطان وإقامة البؤر الاستيطانية والمنشات العامة وتنظيم المسيرات.تعتبر نحالا استمرارا لمنظمة غوش ايمونيم. في بداية عملها تألفت الحركة من حركتين: "الموالون لأرض إسرائيل" و"شباب من أجل أرض إسرائيل"، وبعد بضع سنوات تقرر اسم "حركة نحالا للاستيطان". يتركز نشاط الحركة بشكل أساسي في أراضي الضفة الغربية وغزة وعلى نحو أقل في الجليل.

## الخلفية
أقيمت الحركة على يدي الحاخام موشيه ليفينغر و‌دانييلا فايس بعد خطة فك الارتباط الأحادية الإسرائيلية في 2005.

## النضال ضد إقامة الدولة الفلسطينية
في 21 مارس 2013، ألقى رئيس الولايات المتحدة آنذاك، باراك أوباما، خطابًا في مباني الدولة أمام آلاف الطلاب الإسرائيليين، قائلاً، من بين أمور أخرى، إن "الفلسطينيين يستحقون دولتهم الخاصة"، وأنه ملتزم بفكرة حل الدولتين. وبعد بضعة أشهر، بدأت المفاوضات بين إسرائيل والسلطة الفلسطينية في واشنطن تحت رعاية إدارة أوباما ووزير الخارجية جون كيري.
رداً على ذلك، بدأت حركة نحالا حملة شعبية تحت عنوان "وطن واحد لشعب واحد".
في يوم السبت 22 يونيو نظمت حركة نحالا مسيرة في مخطط شرق 1، وهي منطقة استراتيجية تقع بين معاليه أدوميم والقدس، ودعت إلى بناء حي كبير هناك. وبحسب العديد من التقديرات، فإن البناء اليهودي في المكان يمكن أن يساعد في منع قيام دولة فلسطينية عاصمتها القدس الشرقية. وبقي هناك حوالي 1000 شخص خلال يوم السبت. وفي المساء حضر عدد من وزراء وأعضاء الكنيست وأفراد من الجمهور إلى المكان للمشاركة في المسيرة.
في 2 أكتوبر، عُقد مؤتمر في مباني الدولة بمشاركة حوالي 5000 شخص، إلى جانب وزراء وأعضاء كنيست وحاخامات ورؤساء السلطات في الضفة الغربية وأفراد آخرين من الجمهور، للدعوة إلى إنهاء المفاوضات. وتحدث في المؤتمر الحاخام حاييم دروكمان، الحاخام دوف ليئور، الحاخام شموئيل إلياهو، ياريف ليفين، تسيبي حوتوبلي، زئيف إلكين، أييليت شاكيد، يولي إدلشتين، أوريت شتروك، غيرشون ميسيكا، الحاخام إيلي بن دهان، نفتالي بينيت، دافيدي بيريل، بيني كاتزوبير، أرييه إلداد، رؤساء حركة نحالا الحاخام موشيه ليفينغر ودانييلا فايس، وشخصيات أخرى.
في 12 نوفمبر، أمر رئيس الوزراء بنيامين نتنياهو بتجميد المناقصة التي نشرتها وزارة الإسكان برئاسة الوزير أوري أريئيل لبناء حي جديد في مخطط شرق 1.
وفي حركة ناحالا، قرروا أن طريقة النضال من أجل عدم إقامة دولة للفلسطينيين والانسحاب من أراضي الضفة الغربية هي الدعوة إلى بناء واسع النطاق في المنطقة، وبدأوا في استثمار الجهود في تشجيع البناء في مخطط شرق 1، وفي الدعوة للعودة إلى إقامة مستوطنات جديدة في الضفة الغربية.
وفي 13 فبراير 2014، نظمت الحركة مع عشرات المنظمات الأخرى مسيرة حاشدة من معاليه أدوميم إلى مخطط شرق 1، للمطالبة بوقف المفاوضات مع السلطة الفلسطينية، وإقامة حي في مخطط شرق 1 والعودة إليه. لإقامة مستوطنات جديدة. وشارك في المسيرة نحو 15 ألف شخص، وفي نهاية المسيرة أقيمت مسيرة بمشاركة العشرات من أعضاء الكنيست والوزراء والحاخامات وشخصيات عامة من اليمين، ومن بينهم: الحاخام دوف ليئور، وزير الإسكان أوري أريئيل، وزير الخارجية زئيف إلكين. وزير المواصلات يسرائيل كاتس، وزير الزراعة يائير شامير، نائب الوزير الحاخام إيلي بن دهان، نائب وزير الدفاع داني دانون، نائب وزير المواصلات تسيبي حوطوبلي، عضو الكنيست نيسان سالومينسكي، دانييلا فايس من قادة حركة نحالا، رئيس بلدية معاليه أدوميم بيني كشريئيل، رئيس مجلس بلدية السامرة غيرشون مسيكا، د. ميخائيل بن آري، وشاركت حركة بني عكيفا في المسيرة، وفي نهايتها أعلن نائب الحركة أمير ساندلر أن "أرض إسرائيل ليست سياسة، أرض إسرائيل هي قلبنا".

## مخطط ترامب للسلام
على خلفية الإعداد لخطة السلام بين إسرائيل والسلطة الفلسطينية في إدارة ترامب، أقامت حركة نحالا في 20 يناير 2019، مخيما احتجاجيا أمام منزل رئيس الوزراء في القدس تحت عنوان "الوقفة الاحتجاجية من أجل شرف أرض إسرائيل"، داعيا إلى رفض أي خطة سياسية أمريكية تتضمن الانسحاب من أراضي الضفة الغربية، ومن ناحية أخرى إلى تبني خطة رئيس وزراء الليكود السابق إسحق شامير لإقامة مستوطنات جديدة في أراضي الضفة الغربية وتوطين حوالي 2 مليون يهودي فيها وفي 4 فبراير/شباط، نشرت حركة ناحالا ونشطاء "الوقفة الاحتجاجية من أجل شرف أرض إسرائيل" وثيقة وقعها العشرات من الوزراء اليمينيين وأعضاء الكنيست تعهدوا فيها بالعمل على تحقيق خطة شامير. وإلغاء إعلان الدولتين لشعبين واستبداله ببيان: دولة واحدة لشعب واحد ومن الموقعين على الوثيقة: يولي إدلشتين، يوآف غالانت، تساحي هنغبي، أييليت شاكيد، ياريف ليفين، ميري ريغيف، إسرائيل كاتس، تسيبي حوتوبلي، بتسلئيل سموتريتش، أمير أوحانا، الحاخام إيلي بن دهان، أوفير أكونيس، جلعاد إردان، غيلا غمالائيل. وإيتمار بن جفير، نير بركات، يهودا غليك، أوريت شتروك، نفتالي بينيت، وجدعون ساعر.
في 6 مارس، جرت مسيرة بالمشاعل شارك فيها حوالي 500 شخص من باب الخليل باتجاه مخيم الاحتجاج أمام منزل رئيس الوزراء.
في 2 أبريل، إنطلقت قوافل من المركبات من عدة أماكن في أنحاء البلاد بإنجاه مخيم الأحتجاج، حيث أقيمت مسيرة بمشاركة عدد من رؤساء سلطات الضفة الغربية – رئيس مجلس غوش عتصيون شلومو نعمان، رئيس مجلس بيت إيل ال-شاي ألون، رئيس مجلس ميتا بنيامين إسرائيل غانتس، ورئيس مجلس كريات أربع إلياهو ليبمان، ورئيس مجلس السامرة يوسي دغان.
وفي 10 يونيو، جرت مظاهرة في حديقة الإستقلال بالقدس تحت عنوان "لا لخطة ترامب!". وتحدث في المظاهرة إلياكيم اتزاني وابنه بوعز اتزاني، وقادة حركة ناحالا دانييلا فايس وتسفي إليمالخ شرباف، ورئيس لجنة مستوطني السامرة بيني كاتسوفر، ورئيس منتدى مقهى شابيرا، غالي بات هورين، والحاخام عوزي شرباف وغيرهم. وزُعم في المظاهرة أن خطة ترامب هي "حلوى مغلفة بالسم"، أي محاولة لإغراء دولة إسرائيل والاستيطان بفرض السيادة على 30% من الضفة الغربية بدعم من الولايات المتحدة، مقابل إقامة دولة فلسطينية في بقية الأراضي.
في 30 يونيو، نظمت حركة نحالا مع "نواة الإستيطان في يهودا" ورئيس مجلس كريات أربع إلياهو ليبمان مظاهرة في معلوت حلحول، التي تقع على رأس الهوى، وهي قمة على ارتفاع 1013 مترًا. فوق مستوى سطح البحر، بالقرب من مفترق الطرق الالتفافي بين غوش عصيون وكريات أربع. المنطقة التي ستكون وفقًا لخطة ترامب ضمن حدود الدولة الفلسطينية المستقبلية. وفي اليوم التالي، كان رئيس الوزراء نتنياهو يعتزم تطبيق السيادة على أجزاء من الضفة الغربية كجزء من خطة ترامب. وشارك في المسيرة ما يقرب من 1000 شخص. ودعوا إلى عدم تطبيق السيادة الجزئية، ورفض الخطة، والموافقة على إقامة مستوطنة جديدة في المكان.
بعد ثلاثة أيام، في 3 يوليو، خلال الليل، هاجرت حوالي 20 عائلة من الضفة الغربية مع حركة نحالا مع عشرات المراهقين واستقروا على رأس معالوت حلحول. وفي صباح اليوم التالي، قامت قوات الأمن بإجلائهم.
في أعقاب الأزمة السياسية في إسرائيل، أجل تنفيذ الخطة مرارًا وتكرارًا حتى انتهت ولاية ترامب كرئيس للولايات المتحدة ووضعت الخطة على الرف.

## مظاهرة يمينية كبيرة في ميدان رابين
قبيل انتخابات 2015، نظمت حركة نحالا مسيرة تحت عنوان "الاتحاد من أجل أرض إسرائيل".
في يوم الأحد الموافق 15 مارس 2015، احتشد عشرات الآلاف من الأشخاص في ساحة رابين، مطالبين بالتصويت لصالح أحزاب اليمين في الانتخابات المقبلة، ومطالبين بمواصلة البناء في الضفة الغربية. وحضر المظاهرة رئيس الوزراء بنيامين نتنياهو، ورئيس حزب البيت اليهودي نفتالي بينيت، ورئيس حزب معا إيلي يشاي، ووزير المواصلات يسرائيل كاتس، ووزير الشؤون الإستراتيجية يوفال شتاينتس، بالإضافة إلى أعضاء الكنيست ميري ريجيف وزئيف إلكين وبيني بيغن.

## الصندوق الوطني لبناء أرض إسرائيل
في 21 سبتمبر 2015، أقيم حفل إطلاق "الصندوق الوطني لأرض إسرائيل". وحضر الحفل وزراء وأعضاء كنيست ورؤساء سلطات والعديد من الشخصيات العامة من اليمين، بما في ذلك: يسرائيل كاتس، ميكي زوهر، شاران هاشيل، أوري أريئيل، يوآف كيش، الحاخام إيلي بن دهان، يوسي دغان، آفي روا. وملاخي ليفنجر ودانييلا فايس، إلى جانب ممثلين عن حركات الشباب بيتار وبني عكيفا وعزرا وأريئيل. أدار الحفل الدكتور أفشالوم كور.
أنشئ "الصندوق الوطني" من خلال حركة عقارية مستوحاة من "الصندوق الأزرق" للصندوق القومي اليهودي الذي بفضله شراء ما يقرب من مليون دونم من أراضي إسرائيل لغرض إقامة دولة إسرائيل، و3 مليون دونم اخرى بعد قيام الدولة. الغرض من الصندوق الوطني هو جمع الأموال من جمهور كبير في أرض إسرائيل، وبمساعدتهم شراء الأراضي من أصحابها الفلسطينيين لصالح الاستيطان اليهودي والزراعة في الضفة الغربية وغور الأردن، وبالتالي تعزيز سيطرة اليهود على هذه المناطق. انضمت حركات أخرى مثل رجافيم والشيوعيين ومجالس المدن انضموا إلى حركة نحالا في الدعوة إلى إنشاء الصندوق الوطني. لإنشاء اتصال مع الصندوق الأزرق للصندوق القومي اليهودي، أختير اللون الأزرق لهذه الصناديق.
ومنذ إطلاق الصندوق الوطني، وزع أكثر من 15 ألف صندوق على عائلات مختلفة في جميع أنحاء البلاد. وتجمع الأموال المتراكمة مرة كل بضعة أشهر وتشترى الأراضي بمساعدتهم.

## ربط مجتمعات الشتات بمباني الضفة الغربية
تعمل حركة نحالا أيضًا خارج حدود دولة إسرائيل، حيث تربط المجتمعات اليهودية في جميع أنحاء العالم بدولة إسرائيل والاستيطان في الضفة الغربية، على المستوى الإعلامي والعملي.
تشمل الدعوة مؤتمرات واجتماعات ومحادثات مع المجتمعات ومجموعات الشباب والكبار والطلاب، حيث يسرد تاريخ شعب إسرائيل في الضفة الغربية وتقدم مقدمة للوضع على الأرض وكذلك تطلعات المستقبل. كما تقيم الحركة فعاليات عائلية للعائلات في جميع أنحاء العالم حول قضية الاستيطان في الضفة الغربية. بالإضافة إلى ذلك، من وقت لآخر، هناك وفود من عشرات اليهود من جميع أنحاء العالم الذين يأتون في جولات في الضفة الغربية، ويزورون مواقع تراثية مختلفة ويواجهون حقيقة أن معظم قصص الكتاب المقدس حدثت في الضفة الغربية. ويرى المشاركون بأم أعينهم الوضع على الأرض والعمل الفعلي ليهود الشتات من أجل الاستيطان في أرض إسرائيل ويساعد أيضًا في إنشاء لوبي وطني قوي في العالم لمشروع الاستيطان. نظمت بعض المجتمعات مظاهرات لدعم الاستيطان في الضفة الغربية.

## الخروج لربط المستوطنات
بعد تأجيل خطة ترامب بسبب الحملات الانتخابية المتكررة في إسرائيل وانتهاء ولاية ترامب في الولايات المتحدة عام 2021، قررت حركة نحالا الانخراط بقوة أكبر في ربط سكان الضفة الغربية بالمناطق الواقعة خارج المستوطنات القائمة، في وذلك لمنع اقتراح خطط تقسيم إضافية تسلم بموجبها المساحات المفتوحة لصالح إقامة الدولة الفلسطينية.
وفي الحركة بدأوا بتكوين بؤر استيطانية بهدف الانتقال إلى الأرض وإقامة مستوطنات جديدة. تعمل البؤر، من بين أمور أخرى، على ربط سكان المستوطنات المجاورة بالمنطقة المخصصة للاستيطان، من أجل تربية أكبر عدد ممكن من العائلات ومطالبة الحكومة بالموافقة على إنشاء المستوطنة.
حتى الآن أنشئت 22 بؤرة استيطانية، بما في ذلك: معالوت حلحول بين كريات أربع وغوش عتصيون، أوري إد بجانب كدوميم، جوفنا بجانب نحاليئيل، معاليه يوناتان بجانب رباح، نيفي بانيا بجانب كوخاف يعكوف، شير صهيون بجانب متسبيه أريحا، معالوت إلياهو بجانب القاعدة العسكرية المهجورة حمام المالح في غور الأردن وأبيطار، بين تقاطع توفوم والأبراج.
بعد موت الطالب يهودا جاوته عند حاجز زعترة أخليت البؤر الاستيطانية في تلك المنطقة في 2 مايو 2021
بالتزامن مع إنشاء البؤر، بدأ أعضاء الحركة بإلقاء المحاضرات والحلقات المنزلية في مستوطنات الضفة الغربية، وإنشاء مقرات إعلامية.
في نوفمبر 2020، نشر منشور بعنوان"توفا هآرتس - منشور لشباب أرض إسرائيل" والذي وزع في مستوطنات الضفة الغربية وفي المعاهد الدينية والاستديوهات والمدارس الثانوية وفروع حركة الشباب والمعابد اليهودية في جميع أنحاء البلاد. تتناول النشرة قضايا الساعة والنظرية في الصهيونية وأرض إسرائيل وإقامة المستوطنات واسترداد الأراضي والزراعة وغيرها من القضايا.

## عملية "إقامة مستوطنات جديدة"
وفي يوليو 2022، بادرت حركة نحالا بالتعاون مع منظمات يمينية أخرى، إلى عملية باسم إقامة مستوطنات جديدة، وإقامة مستوطنات جديدة في الضفة الغربية، وتغيير سياسة حكومة الاحتلال الإسرائيلي، التي امتنعت عن منح تصاريح لإنشاء المستوطنات منذ اتفاقات أوسلو، قبل أن تنتقل إلى الأرض، أكثر من -5,000,000 شيكل من التمويل الجماعي المخصص الذي عقدته الحركة لغرض العملية. والمستوطنات التي نشأت تعتبر بؤر استيطانية غير قانونية.
هجروا إلى المنطقة في 22 تموز 2022 إلى ست نقاط في الوقت نفسه، تقع جميعها على "أراضي الدولة": يحيس صهيون بالقرب من بسجوت، وجوفنا بالقرب من نحليئيل (يجب عدم الخلط بينه وبين المدينة اليهودية القديمة التي تحمل هذا الاسم، في التي تقع على أنقاضها اليوم قرية جفنا)، معاليه يونتان بالقرب من رباح (سميت على اسم يوني نتنياهو)، نقطة أخرى بالقرب من باروخين، التل 26 بالقرب من كريات أربع (على هذا التل هناك موقع استيطاني بناه ناثانيال ("ناتي") أوزاري، ودمرها الجيش الإسرائيلي في عام 2022) ونقطة أخرى بالقرب من كريات أربع. وقدر العدد الإجمالي للمشاركين في هذه الصعود بـ 10000 شخص. البؤر الاخرى ستكون جاهزة في المرحلة القادمة من العملية.
وبمناسبة العملية اطلقت أغنية "كوميك نكوده توفا" التي كتبها تسور إيرليخ وأداها أهرون رازل وهرئيل طال.
وقد حظيت العملية بمباركة اتحاد حاخامات الارض الطيبة ومباركة العشرات من الحاخامات الآخرين، فضلا عن دعم أعضاء الكنيست بتسلئيل سموتريش وإيتمار بن غفير وسيمحا روتمان وآدي مينتس وشخصيات عامة أخرى، ومن ناحية أخرى، أدانت منظمة "السلام الآن" العملية واعتبرتها "جريمة مجنونة" و"عملية مجنونة"، ودعت عناصرها إلى الحضور إلى المنطقة لمنع الاستيطان. ورغم الدعوة، لم يأت نشطاء السلام إلى النقاط بأنفسهم، واكتفوا بمظاهرات رمزية لعشرات المشاركين، عند معبر حشمونايم (بالقرب من موديعين عيليت) ونقاط أخرى.
أخليت المستوطنات في اليوم التالي، ولكن لبعض الوقت كانت هناك أنشطة تشمل فعاليات للشباب والأطفال واجتماعات وصلوات ودروس توراة، بمشاركة مئات الأشخاص.
موقع يحيس صهيون الاستيطاني بالقرب من بساجوت مأهول منذ عملية جيرين بني نيفير. وقد شييد العديد من المباني هناك، والتي أخليت وإعيد بنائها عدة مرات في وقت لاحق، وجاءت عائلة للعيش هناك.

## هضبة اربيل
وفي السنوات الأخيرة، حشدت حركة نحالا جهودها لإقامة مستوطنة جديدة في الجليل، رمات أربيل. وفي يوليو 2022، وصلت أول عائلتين. انشئت المستوطنة على أرض يهودية، بل ووافقت عليها الحكومة الإسرائيلية في يوليو/تموز 2002، لكن كل هذا لم يمنع وحدة التنفيذ الوطنية التابعة لسلطة أراضي إسرائيل من إخلاء المباني من الموقع. وفي أعقاب نضال العائلات التي توحدت مع حركة ناشالا، أعادت الحكومة المصادقة على إنشاء المستوطنة في يوليو 2023.

## افيتار
أفيتار هي مستوطنة أنشأتها حركة نحالا بالقرب من كفار تابوه في مايو 2021 بعد هجوم إطلاق نار عند مفترق تبوه قُتل فيه يهودا جيتا وأصيب اثنان آخران. وتحمل المستوطنة اسم أفيتار بوروفسكي الذي قُتل في هجوم آخر وفي مفرق تبوه في أبريل 2013، جرت منذ ذلك الحين عدة محاولات لإقامة المستوطنة. وشُيدت في المستوطنة عشرات المباني، بما في ذلك روضة أطفال، وشق طريق إسفلتي إليها، وزار العديد من أعضاء الكنيست المستوطنة. ونقل رئيس المجلس الإقليمي شمرون مكتبه إليها، وأقيم هناك عدد من الفعاليات الكبيرة للمطالبة بإنشاء المستوطنة.
وفي يونيو 2021، وقع اتفاق بين وزير الدفاع بيني غانتس والمستوطنين يقضي بإخلاء السكان منازلهم، مع الوعد ببقاء الجيش الإسرائيلي لحراسة المكان، كما وعدوا بإجراء مسح لأراضي الإدارة المدنية، وإذا تبين أنها أراضي دولة فسيتم تسوية المستوطنة، وفي أكتوبر 2021 انتهوا من مسح الأراضي وتبين أنها بالفعل أراضي دولة، ولكن تنظيم الاستيطان الذي وعد به. للسكان لم يحدث بعد.
وفي مارس/آذار 2023، قرر رئيس الوزراء بنيامين نتنياهو، خلال لقاء مع مسؤولين أمنيين، أجل الاستيطان في المستوطنة إلى ما بعد فترة عطلة رمضان خوفا من التصعيد الأمني، رغم انتقادات السكان وحركة نحالا.
بعد حرب السيوف الحديدية، عاد خلالها السكان إلى المستوطنة وأعيد تأسيس المدرسة الدينية. 11 فبراير 2024، قدمت لفافة التوراة إلى المدرسة الدينية

## الدعوة للعودة إلى قطاع غزة
في 28 يناير 2024 عقدت حركة نحالا بالتعاون مع المجلس الإقليمي السامرة مؤتمرا في مبنى الأمة بالقدس تحت عنوان "العودة إلى غزة - التسوية وحدها ستجلب الأمن" شارك فيه أكثر من خمسة آلاف شخص، بينهم اثني عشر وزيرًا. وخمسة عشر عضوًا في الكنيست. وطالب المتحدثون خلال المؤتمر رئيس الوزراء بالعودة والاستيطان في قطاع غزة الذي طردت منه الطائفة اليهودية عام 2005. وبحسبهم فإن الاستيطان اليهودي في غزة ضرورة أمنية تضمن عدم تكرار طوفان الاقصى مرة أخرى وقد لاقى المؤتمر استحسانًا وكانت ردود الفعل عليه متباينة
وفي عيد استقلال إسرائيل، نظمت الحركة "مسيرة غزة" للمطالبة بالعودة والاستيطان في قطاع غزة، وشارك فيها عشرات الآلاف من الأشخاص، التي جرت في مدينة سديروت، للمطالبة بالاستيطان في غزة مع اليهود وبالتالي جلب الأمن لدولة إسرائيل.